# Exe (flod)
Exe [ˈɛks] är en flod i England. Den rinner upp vid Exe Head i närheten av byn Simonsbath på Exmoor i grevskapet Somerset, 8,4 kilometer från Bristolkanalens kust, men rinner mer eller mindre direkt söderut, så att större delen av den ligger i grevskapet Devon. Den mynnar i en betydande ria, Exeestuariet (Exe Estuary), på Devons sydkust (mot Engelska kanalen). Historiskt har flodens lägst (höjd över havet) belägna bro funnits i staden Exeter, men numera är det en motorvägsviadukt för M5 cirka tre kilometer utanför stadskärnan.
Floden Beaulieu River i Hampshire hette tidigare River Exe.

## Topografi
Namnet kommer av det keltiska ordet isca som betyder ’vatten’. Floden har gett namn åt staden Exeter och många andra orter längs dess fåra, däribland Exford, Up Exe, Nether Exe, Exwick, Exton, Exminster och Exebridge. Kuststaden Exmouth ligger vid flodmynningens strand och Dawlish Warren på den västra, med det långa sandnäset tvärsöver mynningen.
Floden bidrog till Exeters tillväxt och relativa betydelse under medeltiden och stadens första industriområde växte fram på Exe Island, en ö som kommit till genom utdikning väster om staden. Holmen hyste flera vattenkraftdrivna pappers- och textilfabriker; där skapades också värdefulla landområden genom torrläggning av marskland.
Tidvattnet i floden har en begränsad omfattning vid Countess Wear, där grevinnan Isabella de Fortibus av Devon på 1200-talet lät bygga ett överfallsvärn (wear). Via Exeter Canal kan fartyg ta sig förbi överfallsvärnet och nå kajen i Exeter. Vid flod nyttjas estuariet för vattensporter som segling, vindsurfing och vattenskidåkning.
Järnväg löper längsmed estuariets bägge stränder: Avocet Line från Exeter till Exmouth på den östra sidan och South Devon main line på den västra. Sommartid tar färjan mellan Exmouth och Starcross passagerare tvärs över estuariemynningen.

## Fauna
Vid ebb framträder vidsträckta leriga strandområden, som utgör viktiga matplatser för vadarfåglar. Tillsammans med andra rias i Sydvästengland är Exeestuariet en viktig plats för övervintrande vadare. Dawlish Warren är fågelskådarnas favoritplats. Floden är sur och hyser vild öring och en del harr. Till skillnad från många andra floder i West Country finns det ingen havsöring, men däremot atlantlax.